# Eddie Gribbon

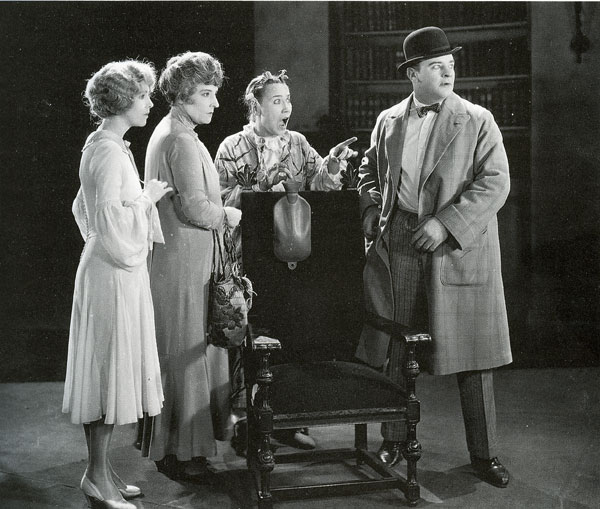
Jewel Carmen, Emily Fitzroy, Louise Fazenda y Eddie Gribbon en The Bat (1926)

Eddie Gribbon (3 de enero de 1890 – 29 de septiembre de 1965) fue un actor cinematográfico de nacionalidad estadounidense, activo en la época del cine mudo. 

## Biografía
Nacido en la ciudad de Nueva York, su nombre completo era Edward T. Gribbon. Actuó en un total de 184 filmes rodados entre las décadas de 1910 y 1950. Era hermano del también actor Harry Gribbon.
Falleció en Hollywood, California, en 1965, a causa de un cáncer. Fue enterrado en el Cementerio Calvary, en Los Ángeles. 

## Selección de su filmografía
- Down on the Farm (1920)
- A Small Town Idol (1921)
- Molly O' (1921)
- The Village Blacksmith (1922)
- Double Dealing (1923)
- Hoodman Blind (1923)
- Just a Woman (1925)
- The Bat (1926)
- Desert Gold (1926)
- Convoy (1927)
- The Callahans and the Murphys (1927)
- Cheating Cheaters (1927)
- Gang War (1928)
- Two Weeks Off (1929)
- Dames Ahoy! (1930)
- Song of the West (1930)
- Born Reckless (1930)
- Mr. Lemon of Orange (1931)
- I Can't Escape (1934)
- The Millionaire Kid (1936)
- Maid's Night Out (1938)
- El gran dictador (1940)
- Busy Buddies (1944)
- Joe Palooka, Champ (1946)
- Street Corner (1948)